# Retiro (Madrid)
Retiro è uno dei distretti in cui è suddivisa la città di Madrid, in Spagna. Viene identificato col numero 3.

## Geografia fisica
Il distretto si trova nella parte est del centro della città.

### Suddivisione
Il distretto è suddiviso amministrativamente in 6 quartieri (Barrios):
- Adelfas
- Estrella
- Ibiza
- Jerónimos
- Niño Jesús
- Pacífico